# Кур'ята Ніна Володимирівна
Ні́на Володи́мирівна Кур'ята — українська журналістка, біологиня та поетеса; кандидатка біологічних наук. До 1 серпня 2019 року головна редакторка «BBC Україна».

## Біографія
Народилася 25 лютого 1978 року у смт Зеленогірськ Любашівського району Одеської області.
У 1999 році закінчила біологічний факультет Одеського національного університету ім. І. І. Мечникова за спеціальністю «мікробіолог-вірусолог» (спеціаліст).
У 1998—2003 роках працювала вчителькою біології Рішельєвського ліцею (Одеса). У 2002—2003 роках — молодша наукова співробітниця кафедри Мікробіології і вірусології
ОНУ ім. І. Мечникова.
У 2004 році була випусковою редакторкою сайту Інституту масової інформації. У 2004—2005 роках працювала редакторкою суспільно-політичного відділу «Радіо Київ» 98 FM.
У березні 2005 року захистила дисертацію на здобуття наукового ступеня кандидатки біологічних наук за темою «Адгезивні та імуномодулюючі властивості бактерій роду Lactobacillus» в Інституту мікробіології і вірусології НАН України.
У тому ж році закінчила Могилянську школу журналістики при Національному університеті «Києво-Могилянська академія».
З 2005 року працювала викладачкою (на посаді доцентки) авторського курсу «Наукова журналістика» у Могилянській школі журналістики. Працювала редакторкою проекту «REAL time ВИБІР 2006» на сайті liga.net.
Членкиня Національної спілки письменників України (2004).
З липня 2011року до 1 серпня 2019 року працювала на «BBC-Україна».
Колишня членкиня журі літературної премії «Книга року BBC».
З квітня 2024 року членкиня Українського ПЕНу.

## Поетичний доробок
Ніна Кур'ята має дві книги:
- «Вуличка гравію» (Одеса, «Астропринт», 2003)
- «Сіль і світло» (Київ, «Гопак», 2004).

Вірші публікувалися в альманасі «Четвер» (№ 17 та 19—20).

## Твори
- 2023 — «Дзвінка. Українка, народжена в срср» (Київ, «Лабораторія»)[7]

## Відзнаки та премії
- 2005 — Літературна премія «Благовіст» (за книжку «Сіль і світло»)
- 2004 — Іменна стипендія для студентів-журналістів ім. В. Чорновола
- 2003 — Орден Національного фонду «Україна — дітям»
- 2002 — Грант Президента України для обдарованої молоді
- 2002 — Диплом Міжнародного літературного конкурсу «Гранослов»
- 2002 — ІІІ премія Літературного конкурсу видавництва «Смолоскип»
- 2001 — I диплом Всеукраїнської конференції молодих вчених-біологів у м. Донецьку
- 2001 — I диплом Всеукраїнської конференції молодих вчених-біологів у м  Києві
- 1998 — Іменна стипендія ім. І. І. Мечникова
- 1998 — Стипендія Дж. Сороса.